# Čierny hrad
Čierny hrad je zaniklý hrad na Slovensku v pohoří Tribeč, nacházející se 13 km severně od Zlatých Moravců nad obcí Zlatno.
Hrad byl postaven s největší pravděpodobností na pravěkém hradišti ze starší doby bronzové. Nálezový materiál také dokládá osídlení lokality v 9. a 10. století Slovany. Šlo pravděpodobně o výšinné opevnění vybudované na ochranu před nájezdy Maďarů.
Pozdější středověký kamenný hrad byl podle archeologických výzkumů z let 2005, 2007 a 2009 vybudován někdy koncem 13. nebo začátkem 14. století. Stavba hradu hluboko v horách v tak odlehlé lokalitě bez významných cest pravděpodobně souvisela s rýžováním zlata v nedalekém Zlatnu. Strategická poloha hradu umožňovala vizuální kontakt s hrady Gýmeš a Hrušov, jakož i nedalekým Velčickým Hrádkem.
Historik Ján Lukačka předpokládá, že stavebníky hradu byli předkové Báše (Baas), který žil na přelomu 13. a 14. století. V roce 1341 se jeho synové Marek a Jan připomínají jako vlastníci Zlatna (Zalathnuk). Množství nálezové materiálu z 13. století však umožňuje na místě kamenného hradu předpokládat existenci staršího dřevěného hrádku již ve 13. století. Bášovi potomci pravděpodobně zemřeli bez potomků, neboť v roce 1386 daroval král Zlatno Blažejovi Forgáčovi. Ten však ještě týž rok umřel a jeho dědicové o Zlatno pravděpodobně rychle přišli, protože v roce 1396 se připomíná jako jeho vlastník Vavřinec z Veľkých Uherců. Na základě nálezového materiálu lze předpokládat zánik hradu na přelomu 14. a 15. století. Je však možné, že hrad byl dočasně kontrolován bratříky v polovině 15. století.
Z roku 1516 pochází zatím jediná písemná zmínka o hradu. V listině žádají Forgáčové od krále právo rýžovat zlato na jejich panství Fekhetewar (Černý hrad). Ojedinělé nálezy z 16. století umožňují předpokládat, že hrad mohl být v této době dočasně obnoven.
Od roku 2006 probíhají na hradě vedle archeologickém výzkumu i konzervační práce.